# Ludwig Außerwinkler
Ludwig Außerwinkler (12. srpna 1859 Praha – 29. května 1933 Praha) byl chemik, fotograf a vysokoškolský profesor na Německé technice v Praze, v oboru fotografie.

## Životopis
Außerwinkler se narodil v Praze roku 1859 jako jediný žijící syn pražského finančního komisaře Ludwiga Außerwinklera (1816–1887) a jeho manželky Mathildy, rozené Grofové (* 1834 Humpolec). Vystudoval německé gymnázium v Praze na Malé Straně a zde začal studovat na katedře chemie Německé technické univerzity. V roce 1876 se stal členem pražského studentského spolku Teutonia. V letech 1880–1888 byl asistentem katedry pro chemickou technologii, v letech 1888–1923 profesorem chemie a nauky o zboží na pražské obchodní akademii a od roku 1908 čestným profesorem fotografie na německé technice v Praze.
Außerwinkler se specializoval na všeobecnou a technickou chemii pro důlní průmysl. Propagoval výzkum v oblasti chemické fotografie, jako je latentní obraz a jeho vývoj.
V roce 1907 se stal rytířem Řádu Františka Josefa.